# Eurycletodes oblongus
Eurycletodes oblongus är en kräftdjursart som beskrevs av Georg Ossian Sars 1920. Eurycletodes oblongus ingår i släktet Eurycletodes och familjen Argestidae. Inga underarter finns listade i Catalogue of Life.